# Премия Гильдии киноактёров США

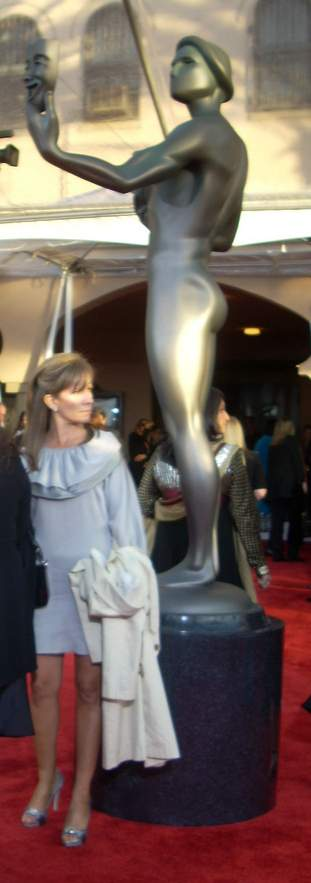
Увеличенная копия статуэтки «Актёр»

Премия Гильдии киноактёров США (англ. Screen Actors Guild Award или SAG Awards) — американская премия, присуждается Гильдией киноактёров США с 1995 года за кинофильмы и телесериалы. Премия является одной из самых престижных в мире киноиндустрии. Бронзовыми статуэтками «Актёр», высота которых составляет 16 дюймов (40,6 сантиметра), а вес — более 5 килограммов, награждают актёров (каскадёров) за заслуги в области кинематографа. Лидерами по числу наград являются Джулия Луи-Дрейфус (9 наград) и Алек Болдуин (8 наград).

## Номинации премии Гильдии киноактёров
Игровое кино
- Лучшая мужская роль
- Лучшая женская роль
- Лучшая мужская роль второго плана
- Лучшая женская роль второго плана
- Лучший актёрский состав в игровом кино
- Лучший каскадёрский ансамбль в игровом кино (с 2008 года)

Телевизионные сериалы
- Лучшая мужская роль в телефильме или мини-сериале
- Лучшая женская роль в телефильме или мини-сериале
- Лучшая мужская роль в драматическом сериале
- Лучшая женская роль в драматическом сериале
- Лучший актёрский состав в драматическом сериале
- Лучшая мужская роль в комедийном сериале
- Лучшая женская роль в комедийном сериале
- Лучший актёрский состав в комедийном сериале
- Лучший каскадёрский ансамбль в телесериалах (с 2008 года)

Специальная номинация
- Премия за вклад в кинематограф

## Статистика

### Актрисы
| Количество побед | Актрисы            | Игровое кино       | Игровое кино       | Игровое кино     | Игровое кино         | Телевизионные сериалы        | Телевизионные сериалы     | Телевизионные сериалы    | Телевизионные сериалы      | Телевизионные сериалы              | Телевизионные сериалы |
| Количество побед | Актрисы            | роль первого плана | роль второго плана | актёрский состав | Количество номинаций | роль в драматическом сериале | роль в комедийном сериале | актёрский состав — драма | актёрский состав — комедия | роль в телефильме или мини-сериале | Количество номинаций  |
| ---------------- | ------------------ | ------------------ | ------------------ | ---------------- | -------------------- | ---------------------------- | ------------------------- | ------------------------ | -------------------------- | ---------------------------------- | --------------------- |
| 9                | Джулия Луи-Дрейфус |                    |                    |                  | 0                    |                              | 5                         |                          | 4                          |                                    | 9                     |
| 8                | Джулианна Маргулис |                    |                    |                  | 0                    | 4                            |                           | 4                        |                            |                                    | 8                     |
| 7                | Эллисон Дженни     |                    | 1                  | 2                | 3                    | 2                            |                           | 2                        |                            |                                    | 4                     |
| 6                | Виола Дэвис        | 2                  | 1                  | 1                | 4                    | 2                            |                           |                          |                            |                                    | 2                     |
| 5                | Хелен Миррен       | 1                  | 1                  | 1                | 3                    |                              |                           |                          |                            | 2                                  | 2                     |
| 5                | Мэгги Смит         |                    |                    | 1                | 1                    | 1                            |                           | 3                        |                            |                                    | 4                     |
| 5                | Эди Фалко          |                    |                    |                  | 0                    | 3                            |                           | 2                        |                            |                                    | 5                     |
| 5                | Тина Фей           |                    |                    |                  | 0                    |                              | 4                         |                          | 1                          |                                    | 5                     |
| 5                | Узо Адуба          |                    |                    |                  | 0                    |                              | 2                         |                          | 3                          |                                    | 5                     |

### Актёры
| Количество побед | Актёры             | Игровое кино       | Игровое кино       | Игровое кино     | Игровое кино         | Телевизионные сериалы        | Телевизионные сериалы     | Телевизионные сериалы    | Телевизионные сериалы      | Телевизионные сериалы              | Телевизионные сериалы |
| Количество побед | Актёры             | роль первого плана | роль второго плана | актёрский состав | Количество номинаций | роль в драматическом сериале | роль в комедийном сериале | актёрский состав — драма | актёрский состав — комедия | роль в телефильме или мини-сериале | Количество номинаций  |
| ---------------- | ------------------ | ------------------ | ------------------ | ---------------- | -------------------- | ---------------------------- | ------------------------- | ------------------------ | -------------------------- | ---------------------------------- | --------------------- |
| 8                | Алек Болдуин       |                    |                    |                  | 0                    |                              | 7                         |                          | 1                          |                                    | 8                     |
| 6                | Энтони Эдвардс     |                    |                    |                  | 0                    | 2                            |                           | 4                        |                            |                                    | 6                     |
| 6                | Тони Шалуб         |                    |                    |                  | 0                    |                              | 4                         |                          | 2                          |                                    | 6                     |
| 5                | Брайан Крэнстон    |                    |                    | 1                | 1                    | 2                            |                           | 1                        |                            | 1                                  | 4                     |
| 5                | Тай Баррелл        |                    |                    |                  | 0                    |                              | 1                         |                          | 4                          |                                    | 5                     |
| 5                | Джеймс Гандольфини |                    |                    |                  | 0                    | 3                            |                           | 2                        |                            |                                    | 5                     |